# Эмбера
Эмбера́ — диалектный континуум, на котором говорят 100 000 человек народа эмбера на северо-западе Колумбии и юго-востоке Панамы.
Название Embera, Emperã, Empena, Eberã, Epena и др. на языке означает «человеческое существо» или «человек» и используется как автоним всеми говорящими на разновидностях эмбера. Он также иногда используется для обращения к другим коренным народам, которые не принадлежат эмбера.

## Языки и региональные различия
Обычно эмбера по крайней мере делится на две основные группы:
- Северный эмбера
- Южный эмбера

Каждый из них имеет несколько региональных различий. Эти разновидности, иногда считающиеся диалектами, но на самом деле являются различными языками. Архив коренных языков Латинской Америки заносит в список, наряду с предполагаемыми подразновидностями, которые могут быть городами, исчезнувшими группами, или неправильными написаниями:
- Северный (северный антьокия)
  - Катио: дабейба, тукура (эмбера-катио), нгвера
  - Северный эмбера (ситара, северо-западный эмбера, западный эмбера), дарьен (самбу, панамский эмбера), ситара (атрато, андагуэда), хурадо
- Южный
  - Чами (восточный эмбера, караманта, эмбера-чами, южный антьокия): тадо, кристиания, верхний андагуэда, мистрато, гаррапатас
  - Баудо: катру, дубаса, пуррича, паваха
  - Эпена (эперара): хоакинсито, кахамбре, ная, сайха, тапахе, сатинга